# Stone Street, East Suffolk
Stone Street är en by i civil parish Spexhall, i distriktet East Suffolk, i grevskapet Suffolk, i England. Byn nämndes i Domedagsboken (Domesday Book) år 1086, och kallades då Ston.